# Klostern
Die Bauerschaft Klostern (andere Schreibweise Clostern)  ist ein ländlicher Ortsteil der Stadt Datteln im Kreis Recklinghausen in Nordrhein-Westfalen. Die dünn besiedelte Bauerschaft liegt nördlich des Dattelner Stadtkerns. Im Jahr 2021 hatte Klostern etwa 403 Einwohner. Die Bezeichnung Klostern erscheint erstmals 1541 in historischen Urkunden als „Knostern“.

## Geografische Lage
Durch die Bauerschaft Klostern fließt der Wesel-Datteln-Kanal, auf dem Gebiet liegt außerdem die Schleuse Ahsen. Außerdem gehören die Unterbauerschaften Sutum und Drybern zu Klostern. Es grenzt an (im Uhrzeiger Sinn) Eversum, Sülsen, Bauerschaft Natrop, Natrop, die Stadtmitte, Bauerschaft Hachhausen, Bauerschaft Bockum, Bauerschaft Ostleven und Ahsen.

## Siedlungsstruktur
Das Siedlungsbild von Klostern ist traditionell landwirtschaftlich geprägt. Die Bauernhofstellen liegen verteilt zwischen Ackerland und Wiesen, ein geschlossenes Ortszentrum existiert nicht. Ende des 19. Jahrhunderts lebten in Klostern rund 406 Einwohner, ähnlich viele wie heute. Historisch bestand in der Bauerschaft auch ein Lehnshof (Haus Klostern oder Gut Klostern). In einer Verkaufsurkunde von 1522 wird erwähnt, dass dieses Gut damals der Familie von Groll gehörte.

## Geschichte
Die Siedlung Klostern war im Mittelalter Teil des Dattelner Kirchspiels, das aus zahlreichen Lehen und Einzelhöfen bestand – im gesamten Kirchspiel Datteln entwickelten sich so über die Jahrhunderte etwa 100 selbständige Bauernhöfe. Die erste urkundliche Erwähnung der Bauerschaft stammt aus dem Jahr 1541 (als Knostern). Bis 1802 gehörte Klostern zum Vest Recklinghausen im Kurfürstentum Köln. Durch den Frieden von Lunéville 1802 fiel das Vest an Herzog Ludwig Engelbert von Arenberg. In der Franzosenzeit wurde Klostern kurzzeitig dem Großherzogtum Berg zugeordnet; nach 1815 kam das Gebiet endgültig zu Preußen.
Der Name Klostern (mundartlich Klaustern) lässt sich nicht auf ein Kloster zurückführen. Bis ins 16. Jahrhundert lautete die Schreibweise Knosteren. Sprachwissenschaftliche Deutungen gehen von einer älteren Form Knausteren aus, was möglicherweise „bei den Hügeln“ bedeutet.
Klostern war Sitz mehrerer adliger Güter. Das ehemalige Haus Klostern, später Gut Klostern genannt, befand sich nicht – wie viele andere adelige Sitze – in sumpfigem Gelände, sondern auf fruchtbarem Ackerboden. Mindestens seit dem Ende des 15. Jahrhunderts war es im Besitz der Familie von Groll(e). Diese geriet in wirtschaftliche Abhängigkeit vom benachbarten Gut Löringhof, das um 1700 schließlich das Klosterner Gut übernahm. Hinweise auf die frühere adelige Nutzung sind u. a. eine Allee, die zum Hof führt, und ein auffallend großer Hofraum. Die letzten Reste von Wall und Graben wurden 1953 beseitigt.
In der heutigen Bauerschaft Klostern befand sich auch der Sitz der Herren von der Wildaue. Urkundlich sind sie 1325, 1333 und 1381 nachweisbar. Ihre Burg stand am Ostrand der Redder Brüche („Redder Braik“), wo bis nach dem Zweiten Weltkrieg Reste von Wall und Graben erhalten waren. Beim Einebnen der Wiese 1946 wurden noch Pfähle, Bohlen und ein Giebel freigelegt. Die Burg Wildaue war eine typische Sumpfburg; in einer Urkunde von 1333 ist vom „Sumpf am Graben unserer Burg“ die Rede. Die Familie scheint um 1430 ausgestorben zu sein, das Gut ging an die Herren von Westerholt über. Die Burg wurde danach offenbar aufgegeben.
Durch Klostern fließt ein Bach, der die Gräften der Güter Wildaue, Klostern und Vogelsang speiste und in die Lippe mündet. Es handelt sich um den Klosterner Mühlenbach, dessen Quellen in den Redder Brächen liegen. Noch heute ist die Klosterner Mühle in Betrieb – allerdings mit elektrischer Energie, nicht mehr durch Wasserkraft. Die Mühle auf Vogelsang wurde 1924 letztmals genutzt. An eine ehemalige Mühle bei Wildaue erinnert nur noch der Flurname „Weuste Mühle“.
Klostern ist seit dem 19. Jahrhundert stets Teil der Gemeinde Datteln gewesen. Nach der preußischen Neuordnung gehörte die Bauerschaft ab 1816 zum Amt Datteln im Kreis Recklinghausen. 1936 erhielt die Gemeinde Datteln Stadtrechte, Klostern blieb dabei Ortsteil der Stadt. Im Jahr 1975 wurden mit einer kommunalen Gebietsreform lediglich die eigenständigen Dörfer Ahsen und Horneburg nach Datteln eingemeindet; Klostern verblieb unverändert im Stadtgebiet. Heute führt die  Die Gegend um Klostern ist weiterhin überwiegend landwirtschaftlich genutzt. Es bestehen Anbindungen über lokale Straßen (z. B. Ahsener Straße) und Radwanderwege an die benachbarten Ortsteile und das Dattelner Zentrum.

## Religion
Kirchlich ist Klostern seit jeher dem katholischen Kirchspiel Datteln (Pfarrkirche St. Amandus) zugeordnet. Bis 1821 war die Pfarrei dem Erzbistum Köln unterstellt; seither gehört sie zum Bistum Münster. Die Amandus-Kirche in Datteln war im Mittelalter inkorporiert bei der Abtei Deutz. Evangelische Christen gab es in Klostern lange kaum; erst im Zuge der Industrialisierung nahm ihre Zahl zu. 1912 wurde in Datteln eine evangelische Kirchengemeinde gegründet, der auch Klostern heute angehört.